# آب تشندر
آب تشندر (كوشك) (بالفارسية: آب‌چندار) هي منطقة سكنية تقع في إيران في قسم كوشك الريفي.